# Ooij (Zevenaar)
Ooij (of Ooy) is een buurtschap in de gemeente Zevenaar, in de Nederlandse provincie Gelderland. Het gebied dat tot Ooij wordt gerekend, is gelegen tussen de dorpen Groessen, Pannerden, Oud Zevenaar en de spoorlijn van Arnhem naar Duitsland.
Het landelijk gelegen Ooij heeft een eigen dorpscultuur die vooral door de lokale verenigingen schutterij Eendracht Maakt Macht (EMM), Muziekvereniging Crescendo en Carnavalsvereniging de Toetenburgers in stand wordt gehouden. In Ooij ligt het natuurbad De Breuly, een openluchtzwembad dat ook als visvijver gebruikt wordt.
Nabij De Breuly, aan de Panovenweg ligt het Buitengoed Panoven.
De Betuweroute sluit nabij Ooij aan op de spoorlijn Arnhem-Duitsland. In 2003 is de stad Zevenaar 'over het spoor' uitgebreid doordat de nieuwe woonwijk 'Ooijse Brink' werd gebouwd. 
Stad: Zevenaar      Dorpen: Aerdt · Angerlo · Babberich · Giesbeek · Herwen · Lathum · Lobith · Oud-Zevenaar · Pannerden · Spijk · Tolkamer

Buurtschappen: Aerdenburg · Bahr · Bevermeer · Bingerden · Geitenwaard · Holthuizen · Kijfwaard · Kwartier · Ooy · Oud-Dijk (deels) · Tuindorp · Veldhuizen · Zweekhorst

Voormalige gemeenten: Angerlo · Rijnwaarden

Gelderland: Steden en dorpen in Gelderland      Nederland: Provincies · Gemeenten